# Augustin Beauverger
Augustin Beauverger (* 9. Mai 1910 in Châtelaudren, Département Côtes-d’Armor; † 14. September 1972 in Fougères) war ein französischer Politiker. Von 1971 bis 1972 war er Abgeordneter der Nationalversammlung.

## Frühes Leben
Beauverger war der Nachkomme einer Familie, die bereits mehrere Ärzte hervorgebracht hatte. Auch er entschied sich nach dem Abitur für ein Medizinstudium und begann nach dem Abschluss dieses Studiums, in einem Krankenhaus in Rennes zu arbeiten. Als 1939 der Zweite Weltkrieg ausbrach, wurde er eingezogen. Nach der Besetzung Frankreichs durch Deutschland schloss er sich 1940 der Résistance an. Für seine Verdienste in dieser Zeit wurde ihm später das Croix de Guerre verliehen; Beauverger war auch Mitglied der Ehrenlegion. Beruflich war er nach der Befreiung des Landes zunächst als Chirurg und dann als freiberuflicher Arzt in Fougères tätig.

## Politische Karriere
1947 schloss sich Beauverger der gaullistischen Partei Rassemblement du peuple français an. Für diese gelang ihm 1953 der Einzug in den Gemeinderat von Fougères. Darüber hinaus wurde er 1955 zum Delegierten der Partei im Département Ille-et-Vilaine bestimmt. Ein Jahr später trat er bei den Parlamentswahlen auf der Liste der Gaullisten im Département Ille-et-Vilaine an, schaffte den Einzug in die Nationalversammlung aber nicht. Beauverger begrüßte die Machtübernahme durch Charles de Gaulle 1958 und trat im selben Jahr der neuen gaullistischen Partei Union pour la Nouvelle République bei. Ab 1967 war er Stellvertreter des Abgeordneten Michel Cointat, der den fünften Wahlkreis des Départements Ille-et-Vilaine repräsentierte. Nachdem dieser zum Landwirtschaftsminister ernannt worden war, rückte Beauverger am 9. Februar 1971 für ihn ins Parlament nach. Er verstarb im September 1972 vor Ablauf seines Mandats. Dieses blieb bis zum März 1973 vakant, als Cointat es in einer Nachwahl erneut erlangte.